# Циньнань
Циньна́нь (кит. упр. 钦南, пиньинь Qīnnán, буквально: «южная часть Циньчжоу») — район городского подчинения городского округа Циньчжоу Гуанси-Чжуанского автономного района (КНР).

## История
В эпоху Южных и Северных династий, когда эти земли находились в составе государства Лян, была создана Аньчжоуская область (安州). После объединения китайских земель в империю Суй Аньчжоуская область была в 598 году переименована в Циньчжоускую область (钦州). После монгольского завоевания и образования империи Юань Циньчжоуская область была преобразована в Циньчжоуский регион (钦州路). После свержения власти монголов и образования империи Мин «регионы» были переименованы в «управы» — так в 1369 году появилась Циньчжоуская управа (钦州府) провинции Гуандун. Однако уже в 1374 году Циньчжоуская управа была понижена в статусе и вновь стала Циньчжоуской областью, которая с 1381 года была подчинена Ляньчжоуской управе (廉州府). После Синьхайской революции в Китае была проведена реформа структуры административного деления, в ходе которой области и управы были упразднены, и поэтому в 1912 году Циньчжоуская область была преобразована в уезд Циньсянь (钦县).
После вхождения этих мест в состав КНР в конце 1949 года уезд вошёл в состав Специального района Наньлу (南路专区) провинции Гуандун. В 1950 году уезды Циньсянь, Хэпу, Линшань и Фанчэн были выделены в отдельный Специальный район Циньлянь (钦廉专区), который в 1951 году был переименован в Специальный район Циньчжоу (钦州专区) и с 1952 года официально перешёл в состав провинции Гуанси.
В 1955 году Специальный район Циньчжоу вернулся в состав провинции Гуандун, где был переименован в Специальный район Хэпу (合浦专区). В 1959 году Специальный район Хэпу был присоединён к Специальному району Чжаньцзян (湛江专区).
В 1963 году уезд Циньсянь был преобразован в Циньчжоу-Чжуанский автономный уезд (钦州壮族自治县).
В июне 1965 года в Гуанси-Чжуанском автономном районе был вновь создан Специальный район Циньчжоу, и Циньчжоу-Чжуанский автономный уезд вернулся в его состав, будучи при этом преобразован в уезд Циньчжоу (钦州县). В 1971 году Специальный район Циньчжоу был переименован в Округ Циньчжоу (钦州地区).
В октябре 1983 года уезд Циньчжоу был преобразован в городской уезд.
Постановлением Госсовета КНР от 28 июня 1994 года были расформированы округ Циньчжоу и городской уезд Циньчжоу, и образован городской округ Циньчжоу; на землях бывшего городского уезда Циньчжоу были образованы районы Циньбэй и Циньнань.

## Административное деление
Район делится на 4 уличных комитета и 12 посёлков.